# Chelonus olgae
Chelonus olgae är en stekelart som beskrevs av Kokujev 1895. Chelonus olgae ingår i släktet Chelonus och familjen bracksteklar. Inga underarter finns listade i Catalogue of Life.